# Crocicchia
Crocicchia település Franciaországban, Haute-Corse megyében. Lakosainak száma 81 fő (2022. január 1.). Crocicchia Campile, Bisinchi, Monte, Ortiporio és Penta-Acquatella községekkel határos.

## Népesség
A település népességének változása:
| Lakosok száma | 79   | 48   | 62   | 39   | 54   | 72   | 70   | 77   | 80   | 81   |
|               | 1968 | 1982 | 1990 | 2006 | 2013 | 2015 | 2017 | 2019 | 2020 | 2022 |